# Carlo Grande (canottiere)
Carlo Grande (Siracusa, 3 luglio 1974) è un canottiere italiano.

## Biografia
Ha iniziato i primi passi nel A.S.D. Canottieri Ortigia settore canottaggio di Siracusa. Dal 1992 fa parte della nazionale italiana ed è stato Campione del mondo nelle specialità del due senza nel 1995 e nel 2002 con la specialità del otto con.

## Titoli conseguiti
- 1992, Junior World Championships: Montreal (CAN)4-JM 5°;
- 1993, World Championships: Racice (CZ)  8+PLM 3°;
- 1994, World Championships:  Indianapolis (USA) 4-PLM 6°;
- 1995, World Championships: Tampere (FIN) 2-PLM 1°;
- 1996, World Championships: Glasgow (GBR) 2-PLM 4°;
- 1997, World Championships:Aiguibelette (FRA) 4-PLM 4°;
- 1998, World Championships: Colonia (GER) 4-PLM 7°;
- 1999, World Championships: St. Catharines(CAN) 8+PLM 3°
- 2000, World Championships: Zagabria (CRO) 2-PLM 5°;
- 2001, World Championships: Lucerna (CH) 8+PLM 4°;
- 2002, World Championships:  Siviglia (SPA) 8+PLM 1°;
- 2003, World Championships:  Milano (ITA) 8+PLM 5°.